# Noddy Játékvárosban
A Noddy Játékvárosban vagy Noddy újabb kalandjai Játékvárosban (eredeti címén Noddy in Toyland) brit televíziós 3D-s számítógépes animációs sorozat, amely a 2000 és 2008 között vetített Noddy kalandjai Játékvárosban 2009-es folytatása. a sorozat főszereplője: Noddy. A sorozatot 2011-től 2012-ig a Minimax sugározta.

## Ismertető
Noddynak és barátainak a koboldok csintalanságaival kell élniük a napjaikat, emiatt Fortély és Karatty (a koboldok) sokszor kerülnek Stapa úr börtönébe.

## Szereplők
| Szereplő       | Színész          | Magyar hang (Minimax) | Magyar hang (M2) | Leírás                                                                                 |
| -------------- | ---------------- | --------------------- | ---------------- | -------------------------------------------------------------------------------------- |
| Noddy          | Teresa Gallagher | Czető Ádám            | Vida Bálint      | A sorozat főszereplője, egy fabábú, aki Játékváros legjobb szívű lakója és büszkesége. |
| Fülenagy       | Keith Wickham    | Várday Zoltán         | N/A              |                                                                                        |
| Teca Maci      | N/A              | Molnár Ilona          | Csuha Bori       |                                                                                        |
| Vakkancs kutya | N/A              | Szokol Péter          | N/A              |                                                                                        |
| Karatty        | N/A              | Rudas István          | N/A              |                                                                                        |
| Fortély        | N/A              | Pálfai Péter          | N/A              |                                                                                        |
| Strapa úr      | Keith Wickham    | Pipó László           | Harcsik Róbert   |                                                                                        |
| Robi           | N/A              | N/A                   | Hám Bertalan     |                                                                                        |
| Tündi          | Sophie Aldred    | N/A                   | Hermann Lilla    |                                                                                        |
| Dina baba      | Akiya Henry      | Czető Zsanett         | Kereki Anna      |                                                                                        |
| Jumbo          | N/A              | Faragó András         | Faragó András    |                                                                                        |
| Rugós egér     | N/A              | Szokol Péter          | Szokol Péter     |                                                                                        |
| Kejfel úr      | Keith Wickham    | Seder Gábor           | Seder Gábor      |                                                                                        |
| Kuglik         | N/A              | Szabó Zselyke         | N/A              |                                                                                        |
| Kugli asszony  | Akiya Henry      | Menszátor Magdolna    | N/A              |                                                                                        |
| Ólomkatonák    | N/A              | N/A                   | N/A              |                                                                                        |
| Bogár úr       | N/A              | N/A                   | N/A              |                                                                                        |

## Epizódlista
| #   | Magyar cím                      | Eredeti cím                   |  |
| --- | ------------------------------- | ----------------------------- |  |
|     |                                 |                               |  |
| 01. | Dominó nap                      | Domino Town                   |  |
|     |                                 |                               |  |
| 02. | Az óriás zselé                  | The Giant Jelly               |  |
|     |                                 |                               |  |
| 03. | BB látogatása                   | BB Comes to Play              |  |
|     |                                 |                               |  |
| 04. | Bújócska Robival                | Hide and Seek Whiz            |  |
|     |                                 |                               |  |
| 05. | Vakkancs és a távirányító       | Bumpy and the Remote Control  |  |
|     |                                 |                               |  |
| 06. | Teca maci éneklős piknikje      | Tessie's Singalong Picnic     |  |
|     |                                 |                               |  |
| 07. | Teca maci és a háziméhek        | Tessie & The Honey Bees       |  |
|     |                                 |                               |  |
| 08. | A varázsecset                   | The Magic Paintbrush          |  |
|     |                                 |                               |  |
| 09. | A láthatatlan koboldok          | The Invisible Goblins         |  |
|     |                                 |                               |  |
| 10. | Strapa úr bánatos lesz          | Mr Plod Loses his Laugh       |  |
|     |                                 |                               |  |
| 11. | A ragadós szirup                | Noddy's Sticky Day            |  |
|     |                                 |                               |  |
| 12. | Boldog szülinapot, Teca maci!   | Happy Birthday Tessie         |  |
|     |                                 |                               |  |
| 13. | Strapa úr szülinapi meglepetése | Mr Plod's Picnic Surprise     |  |
|     |                                 |                               |  |
| 14. | Huss látogatóba jön             | Woosh Comes to Stay           |  |
|     |                                 |                               |  |
| 15. | Bogyókás pitenap                | Googleberry Pie Day           |  |
|     |                                 |                               |  |
| 16. | Vakkancs eltűnt                 | Invisible Bumpy               |  |
|     |                                 |                               |  |
| 17. | Noddy és a szivárványtolvajok   | Noddy & the Rainbow Robber    |  |
|     |                                 |                               |  |
| 18. | Teca kertje megnő               | Tessie's Garden Grows         |  |
|     |                                 |                               |  |
| 19. | A koboldok beállnak játszani    | The Goblins Come to Play      |  |
|     |                                 |                               |  |
| 20. | Noddy megmenti a gördiszkót     | Noddy Saves the Roller Disco  |  |
|     |                                 |                               |  |
| 21. | Noddy cirkusza                  | Noddy's Circus                |  |
|     |                                 |                               |  |
| 22. | Karatty küldetése               | A Test for Gobbo              |  |
|     |                                 |                               |  |
| 23. | A leggyorsabb nadrág            | The Fastest Trousers          |  |
|     |                                 |                               |  |
| 24. | Gyere haza Tündi                | Come Back Lindy               |  |
|     |                                 |                               |  |
| 25. | A nagy felvonulás               | Noddy & The Grand Parade      |  |
|     |                                 |                               |  |
| 26. | A kuglik és a bumeráng          | The Skittles & The Boomerang  |  |
|     |                                 |                               |  |
| 27. | Dagály                          | High Tide                     |  |
|     |                                 |                               |  |
| 28. | A Koboldexpressz                | The Goblin Express            |  |
|     |                                 |                               |  |
| 29. | Noddy nagy építménye            | Noddy's Big Build             |  |
|     |                                 |                               |  |
| 30. | Noddy és a hangszívó            | Noddy and the Sound Sucker    |  |
|     |                                 |                               |  |
| 31. | Noddy és a kakukk               | Noddy and the Cuckoo          |  |
|     |                                 |                               |  |
| 32. | Robi szülinapja                 | A Birthday for Whiz           |  |
|     |                                 |                               |  |
| 33. | Noddy, a megmentő               | Noddy’s Great Save            |  |
|     |                                 |                               |  |
| 34. | Noddy tánca                     | Noddy and the Big Dance       |  |
|     |                                 |                               |  |
| 35. | A Papírbabák divatbemutatója    | The Paper Dolls' Fashion Show |  |
|     |                                 |                               |  |
| 36. | Johó, Noddy!                    | Yo Ho Noddy                   |  |
|     |                                 |                               |  |
| 37. | Strapa úr és a bűbájos poszáta  | The Enchanted Warbler         |  |
|     |                                 |                               |  |
| 38. | Játékos kalózok                 | Playtime Pirates              |  |
|     |                                 |                               |  |
| 39. | Kugli asszony és az anyák napja | Mother's Day for Mrs Skittle  |  |
|     |                                 |                               |  |
| 40. | Noddy dolgos napja              | Noddy Gets Busy               |  |
|     |                                 |                               |  |
| 41. | Teca és a tündérsütik           | Tessie and the Fairy Cakes    |  |
|     |                                 |                               |  |
| 42. | Dupla gond                      | Double Trouble                |  |
|     |                                 |                               |  |
| 43. | Noddy és a világítótorony       | Noddy and the Lighthouse      |  |
|     |                                 |                               |  |
| 44. | Hozd vissza Vakkancs!           | Fetch, Bumpy, Fetch           |  |
|     |                                 |                               |  |
| 45. | A másik zselémester             | The Other Jelly Genius        |  |
|     |                                 |                               |  |
| 46. | Teca fényképez                  | Tessie's Photo Fun            |  |
|     |                                 |                               |  |
| 47. | Robi és a koboldok              | Whiz and the Goblins          |  |
|     |                                 |                               |  |
| 48. | Noddy és a kirakós              | Noddy and the Jigsaw          |  |
|     |                                 |                               |  |
| 49. | Keljfel úr, a bébiszitter       | A Babysitter for Skittles     |  |
|     |                                 |                               |  |
| 50. | Foltos és a Papírbabák          | Dapple & The Dolls            |  |
|     |                                 |                               |  |
| 51. | Noddy és az elveszett fog       | Noddy & The Lost Teeth        |  |
|     |                                 |                               |  |
| 52. | Fagyos móka                     | Frozen Fun                    |  |